# Villavieja de Yeltes
Villavieja de Yeltes est une commune de la province de Salamanque dans la communauté autonome de Castille-et-León en Espagne.

## Géographie

### Communes limitrophes
| Bogajo                     | Yecla de Yeltes      | Pozos de Hinojo    |
| Fuenteliante               | Villavieja de Yeltes | Villares de Yeltes |
| Castillejo de Martín Viejo | Sancti-Spíritus      | Retortillo         |

## Histoire
- depuis 2015 : Projet de mine d'uranium de Retortillo

## Sites et patrimoine

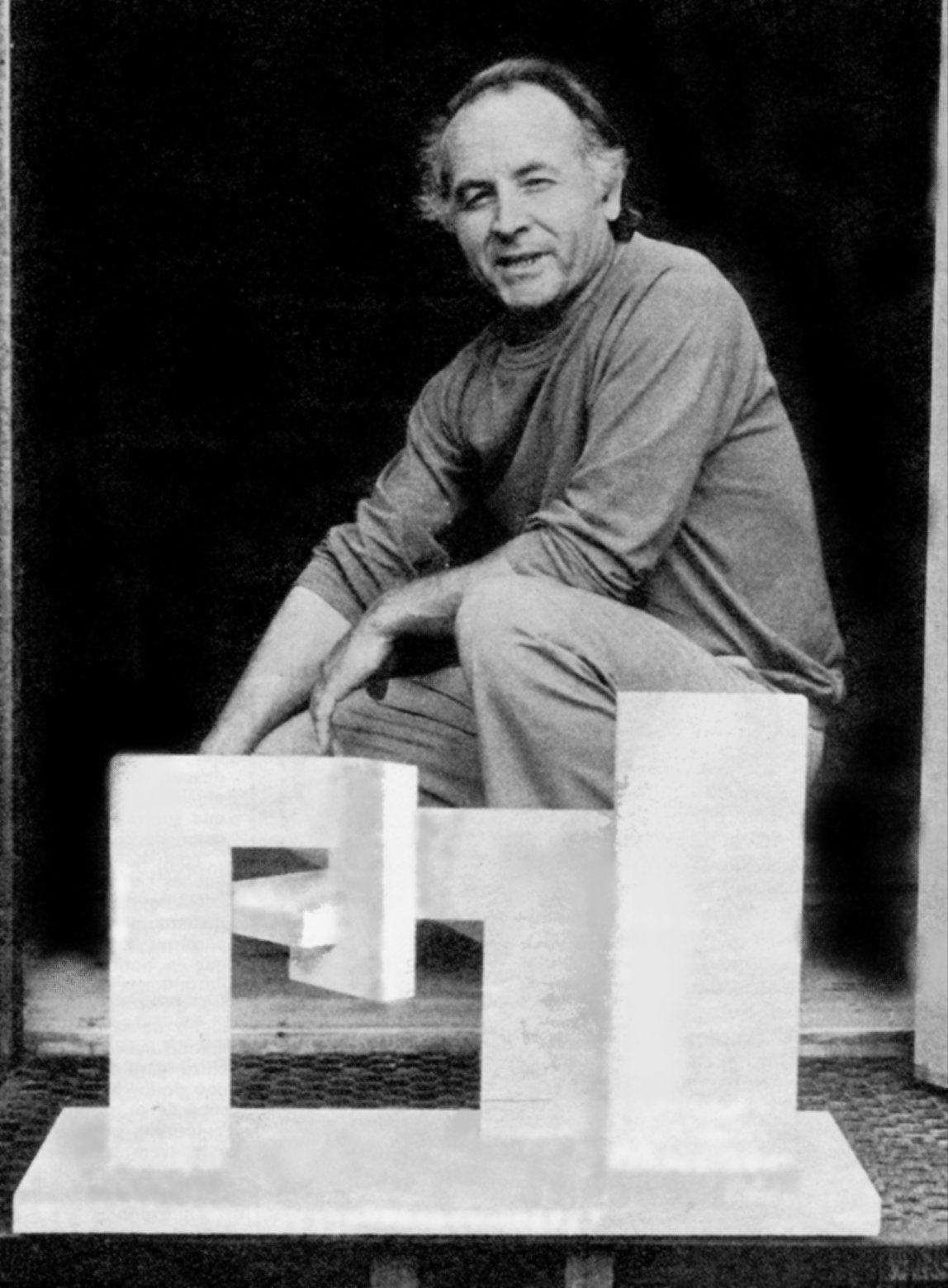
Ángel Mateos Bernal.

## Démographie
Villavieja est une commune qui connaît un dynamisme nouveau en termes démographiques[pas clair], elle qui a connu durant de longues années une émigration massive vers Madrid et le Pays basque d'une part et vers la France d'autre part en particulier vers la ville d'Auxerre.[réf. nécessaire]mais principalement vers le département de la Nievre , à partir de l’année 1957 .

## Personnalités
- Ángel Mateos Bernal (1931-), sculpteur né dans la commune[1].